# 넥슨게임즈
넥슨게임즈는 대한민국 서울특별시에 본사를 두고 2013년에 설립된 비디오 게임 개발 기업이며, 넥슨 코리아의 자회사이다. 2022년 3월, 넥슨게임즈라는 이름으로 변경되었다.